# بوسطن ران
بوسطن ران هو أحد روافد كيتشن في مقاطعة لوزيرن، بنسلفانيا، في الولايات المتحدة. ما يقرب 1.2 ميل (1.9 كـم) طويلة ويتدفق عبر بلدة فيرموونت. تبلغ مساحة مستجمعات الخور 0.66 ميل مربع (1.7 كـم2).
تقع الغابات القديمة في الجوار ويتكاثر التراوت الطبيعي بكثافة في الرافد. تضم الجيولوجيا السطحية القريبة ويسكونسينن اوتواش وويسكونسينن تيل وفيل والأساس الذي يتكون من الحجر الرملي والصخر الزيتي.